# (38450) 1999 TH
1999 تي إتش (ويعرف أيضًا باسم (38450) 1999 تي إتش وفق تسمية الكوكب الصغير) (بالإنجليزية: 1999 TH)‏ هو كويكب ضمن حزام الكويكبات؛ وترتيبه 38450 من حيث الاكتشاف.
اكتُشف هذا الجُرم الفلكي بواسطة Paul G. Comba ‏ في 2 أكتوبر 1999.

## وصلات خارجية
- (38450) 1999 TH في قاعدة بيانات مختبر الدفع النفاث لأجرام النظام الشمسي الصغيرة

- الاكتشاف · مخطط المدار ·  العناصر المدارية · المعلمات المادية

- (38450) 1999 TH على موقع ويكي سكاي: DSS2, SDSS, GALEX, IRAS, Hydrogen α, X-Ray, Astrophoto, Sky Map, Articles and images